# ASG Nocerina
Associazione Sportiva Giovanile Nocerina är en fotbollsklubb från Nocera Inferiore i Italien. Den bildades 1910 som Associazione Giovanile Nocerina. Laget spelar för närvarande i Lega Pro Prima Divisione.